# Plaza De Ferrari
La plaza De Ferrari («piazza De Ferrari», en italiano), es la plaza principal de Génova, Italia y el centro financiero de la ciudad.
Situada en el centro de la ciudad, entre el centro histórico y el centro moderno, la plaza De Ferrari es conocida por su fuente, que fue restaurada en los años recientes junto con una importante remodelación de la plaza. 
A finales del siglo XIX, Génova era el principal centro financiero de Italia junto con Milán, y la Piazza De Ferrari era el lugar en el que se establecían muchas de estas instituciones, como la bolsa, Credito Italiano, o la sucursal del Banco de Italia, fundado en 1893.

## Palacios históricos
Junto a la plaza hay varios palacios y edificios históricos:
- El Palacio Ducal
- Sede de la Región de Liguria (antiguo Palazzo Italia di Navigazione).
- El palacio de la Academia de Bellas Artes de Liguria, fundada en 1741.
- El Teatro Carlo Felice, con su pronaos neoclásico diseñado por el arquitecto italiano Carlo Barabino y la estatua ecuestre de Giuseppe Garibaldi, obra del escultor italiano Augusto Rivalta.
- El Palacio de la Bolsa, construido en 1912 por el arquitecto Alfredo Coppedè.
- El palacio de Raffaele De Ferrari, Duque de Galliera, a quien está dedicada la plaza.

## Transporte público
Una estación del Metro de Génova (De Ferrari) abrió en la plaza el 4 de febrero de 2005. La plaza también está servida por «Trolebuses de Génova» (la ruta 30 desde 1997 y la 20 desde 2008).

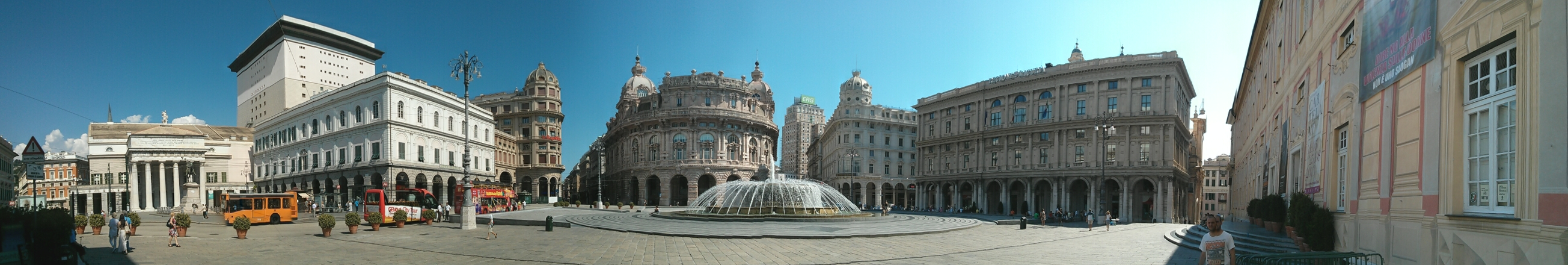